# 景雲陸上偵察機
景云陆上侦察机是第二次世界大战后期由日本海军航空技术厂（简称空技厂）为大日本帝国海军研发的陆基高速远程侦察机。它采用极其罕见的并联发动机中置布局，但也带来一系列难以解决的机械故障，最终在战争结束前仅生产了两架。海军编号R2Y，无盟军代号。

## 设计经历

### 发展
太平洋战争爆发前，日本海军没有专用的陆基侦察机，内陆侦察由舰载侦察机兼任，这在广袤的中国战场上暴露出诸多水土不服的问题。基于这一经验，日本海军在昭和16年（1941年）年度计划中提出设计一款专门的陆基侦察机，即空技厂的十七试陆上侦察机晓云（R1Y1），设计方案Y-30。然而，由于日本在太平洋战争初期一帆风顺，这种大型双发侦察机价值不明显，因而并未认真发展。等到1943年战局急转直下，此时日本海军的需求已转变为能高速突防，进行强行侦察的小型侦察机。鉴于十七试陆上侦察机的设计已不能满足这一要求，空技厂废止了Y-30的设计，转而着手另一个称为Y-40的方案，即十八试陆上侦察机景云，起初设计师为曾主刀彗星俯冲轰炸机的山名正夫，后改为大築志夫。
海军提出的设计指标集中于速度和航程，要求最高时速400节（741千米），最大航程2,000海里（3,700千米），当时日本没有一款飞机可以达到。为此空技厂参考了1940年从德国进口的两架He-119高速侦察/轰炸机中的并联发动机设计。景云由两台爱知热田30型液冷发动机（德国DB 601发动机的授权生产版）并联而成的热田Ha-70-I发动机安装于机身中段，共用一套减速器驱动一根长达四米的传动轴，穿过机身直到机头的一副直径3.8米的六叶变距螺旋桨。和He-119不同的是，景云采用了前三点式起落架、传统的散热器、涡轮增压器和串联增压座舱，拥有异于其他日本飞机的独特造型。為了達到海軍提出最大航程，所以在景雲的左右機翼內設置整體式燃料箱(總容量為3,500升)，還在機身或機翼底部增設外掛副燃料箱掛架用來裝上兩具400升或一具600升副燃料箱，以達成海軍要求的最大航程距離。

### 喷射化设想

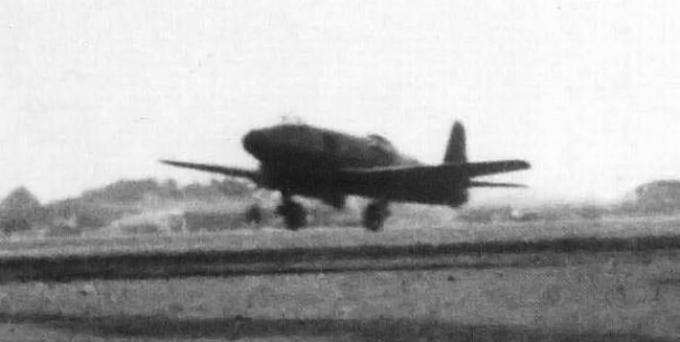
景云的原型机正在起飞

1944年11月，日本在马里亚纳群岛战役中战败，日益萎缩的防御圈使得高速远程侦察机已无开发的必要。为使海军保持对景云的兴趣，大築志夫提出为景云加装炸弹，并将热田Ha-70-I活塞发动机改为两台Ne-330轴流式喷气发动机的高速轰炸机方案。新发动机将使景云能携带一枚800千克炸弹，达到783千米/时的最高速度，机头的空间可以用来安装油箱和机炮。日本海军认可了这一方案，赋予其R2Y2的编号，有时也被非正式地称为景云改，而活塞发动机的R2Y1将作为机身结构的验证机。空技厂提出过至少三种发动机布局，包括翼下发动机吊舱、翼根进气、机首进气等，但在战争结束时都仅停留在设想阶段，未曾着手设计。

### 试飞
1945年4月，空技厂完成了景云第一架缺少涡轮增压器的原型机，并在千叶县的木更津基地进行滑跑试验。在试验中，景云暴露出前起落架震动剧烈和发动机过热等问题。5月8日，景云在第二次试验中進行了首飞，但由于严重的发动机过热而迫降受损。数日后，这架原型机在地面试车中发动机起火毁坏，7月下旬在维修过程中被美军空袭炸毁。第二架原型机在完成之前戰爭即告結束。最終被下令爆破處分、並將殘骸沉至海中。

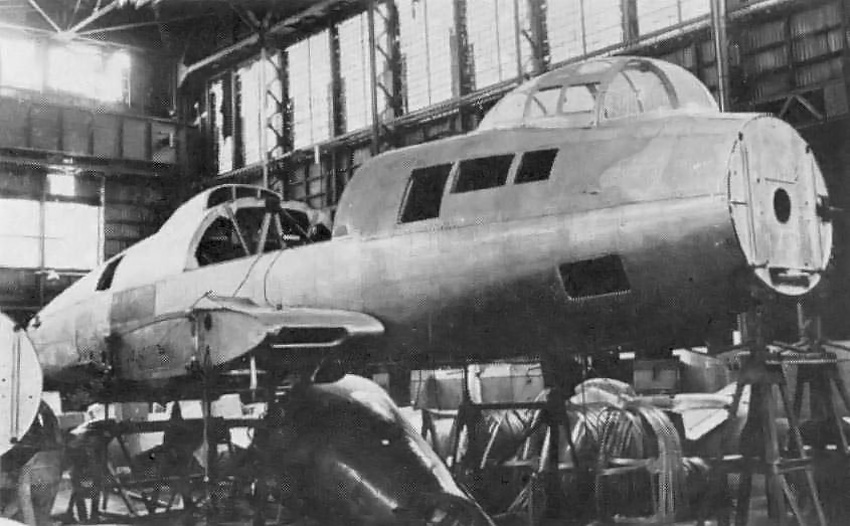
未完工的景云二号原型机，可以看见机头让传动轴通过的孔

## 性能数据

### R2Y1（性能为推定值）[6]：
基本信息
- 机组：2
- 展弦比：5.76

性能
武器

无

### R2Y2（性能为计划值）：
基本信息
- 机组：2
- 展弦比：5.76

性能
武器

- 機槍：2門30毫米五式機炮
- 炸彈：1枚800千克炸弹